# بكورية ماديرية
البكورية الماديرية نوع نباتي يتبع جنس البكورية من الفصيلة النجمية.